# Feder für die Pressefreiheit
Der Deutsche Journalisten-Verband Hessen (DJV Hessen) verleiht jährlich am 3. Mai, dem Internationalen Tag der Pressefreiheit, die Feder für die Pressefreiheit, einen Montblanc-Federhalter mit eingraviertem Namen der zu ehrenden Person, die sich für die Pressefreiheit eingesetzt hat oder wegen ihrer Meinungen und Artikel verfolgt, inhaftiert oder gefoltert wurde oder deswegen flüchten musste. Der Preis wurde von der österreichischen Journalistin Gabriela Blumschein-Grossmayer (Mitglied des geschäftsführenden Vorstand des DJV Hessen) zusammen mit ARD-Tagesthemen-Moderator Ingo Zamperoni, der auch Pate der Aktion ist, ins Leben gerufen.

## Gewürdigte Journalisten
- 2018: Zehra Doğan, in der Türkei inhaftierte kurdische Künstlerin und Journalistin – wurde im Februar 2019 entlassen.[2][3][4]
- 2019: Ismail el-Iskandarani, der freie Journalist verbüßt seit Mai 2018 eine zehnjährige Haftstrafe in Ägypten wegen angeblicher Mitgliedschaft in einer verbotenen Organisation und Verbreitung falscher Nachrichten, er hat unter anderem für ägyptische Online-Publikationen wie Mada Masr und Assafir Al Arabi berichtet und hatte militärische Operationen im nördlichen Sinai mehrfach kritisch hinterfragt – wurde im Dezember 2022 entlassen.[5][6][7]
- 2020: Raif Badawi, in Saudi-Arabien seit Jahren wegen angeblicher Islamkritik inhaftierter Blogger – wurde im März 2022 freigelassen.[8][9][10]
- 2021: Katsyaryna Andreyeva und Darya Chultsova, wurden Ende 2020 in Weißrussland zu zwei Jahren Straflager verurteilt, nachdem beide von einem Massenprotest im November 2020 live für den polnischen Fernsehsender Belsat TV berichtet hatten.[11][12][13] Im Juli 2022 wurde Katsyaryna Andreyeva wegen nicht näher definierten „Verrats“ zu weiteren acht Jahren Haft verurteilt.[14]
- 2022: Marina Ovsyannikova, protestierte am 14. März 2022 in der Live-Hauptnachrichtensendung Wremja ihres Arbeitgebers, der staatlichen Fernseh- und Rundfunkgesellschaft Russlands Perwy Kanal (Erster Kanal), gegen den Ukrainekrieg. Anschließend wurde sie verhört, inhaftiert und musste eine Geldstrafe zahlen. Seit Oktober 2022 lebt sie in einem EU-Land.[15][16][17][18]
- 2023: Niloofar Hamedi hatte den Fall von Jina Mahsa Amini in Iran berichtet, der zu Unruhen führte. Die Journalistin wurde wegen angeblicher Spionage für ausländische Geheimdienste inhaftiert, sitzt seit September 2022 im berüchtigten Evin-Gefängnis, ihr droht die Todesstrafe.[19][20][21]
- 2024: Shangguan Yunkai, Investigativjournalist in China, habe nach Mitteilung der Journalistenorganisation Reporter ohne Grenzen (RSF) laut seines chinesischen Urteils «gefälschte Medikamente verkauft», «einen Streit angefangen und Ärger provoziert». Es sei darum gegangen, ihn mundtot zu machen. Shangguans Artikel, Blogeinträge und Posts sollen korrupte Beamte in China wiederholt in Erklärungsnot gebracht oder sogar ihre Jobs gekostet haben.[22]
- 2025: Rukhshona Khakimova, Journalistin aus Tadschikistan und Mutter von zwei Kleinkindern, wurde nach ihrem Bericht über China zu acht Jahren Haft verurteilt, ihr gesamtes Vermögen wurde beschlagnahmt.[23][24]